# Студлагил
Студлагил (исл. Stuðlagil) — каньон, расположенный в долине Йёкюльдалур, община Мулатинг, регион Эйстюрланд, Исландия.

## География и геология

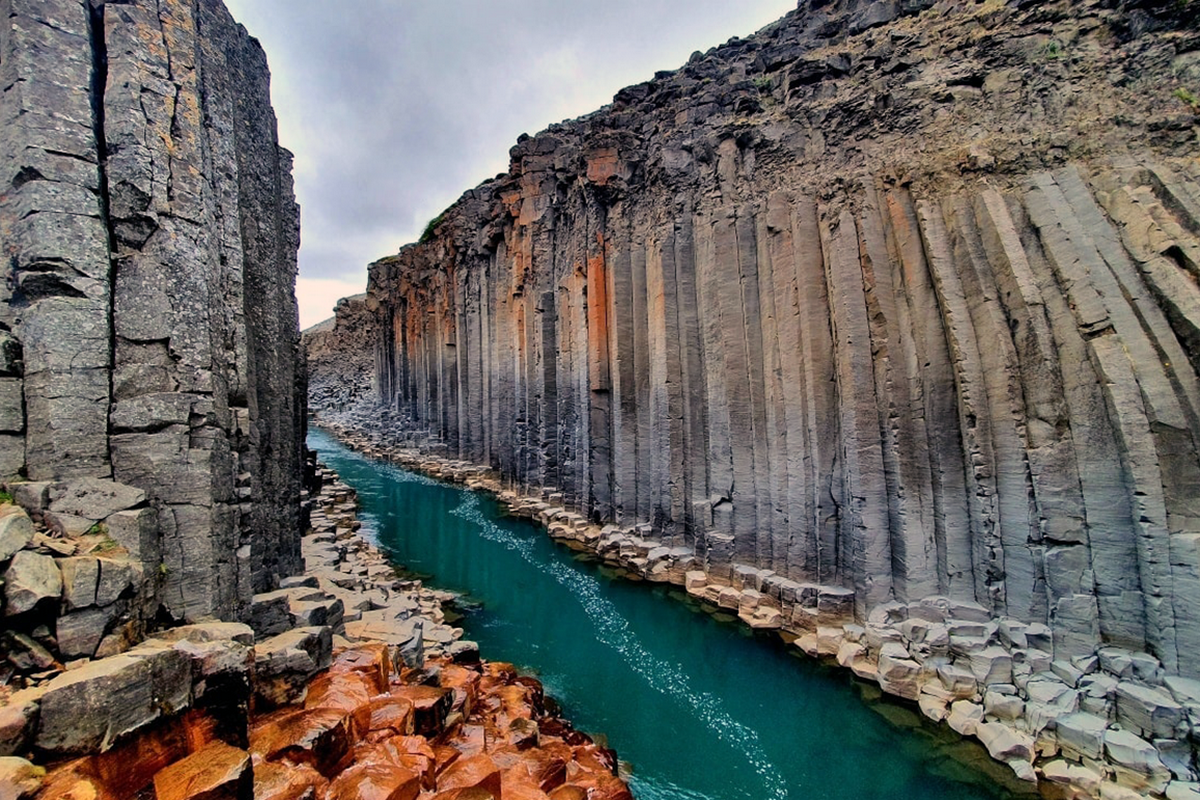
Каньон Студлагил

Студлагил образован рекой Йёкюльсау-ау-Бру. Каньон известен столбчатой отдельностью базальта и водой голубого-зелёного цвета, текущей сквозь него. Он стал сенсацией среди туристов после появления в 2017 году в буклете исландской авиакомпании WOW air. Высота стен составляет до 30 м. После строительства гидроэлектростанции Каурахньюкар в 2009 году, уровень воды в реке снизился на 7-8 метров.